# Lamrim

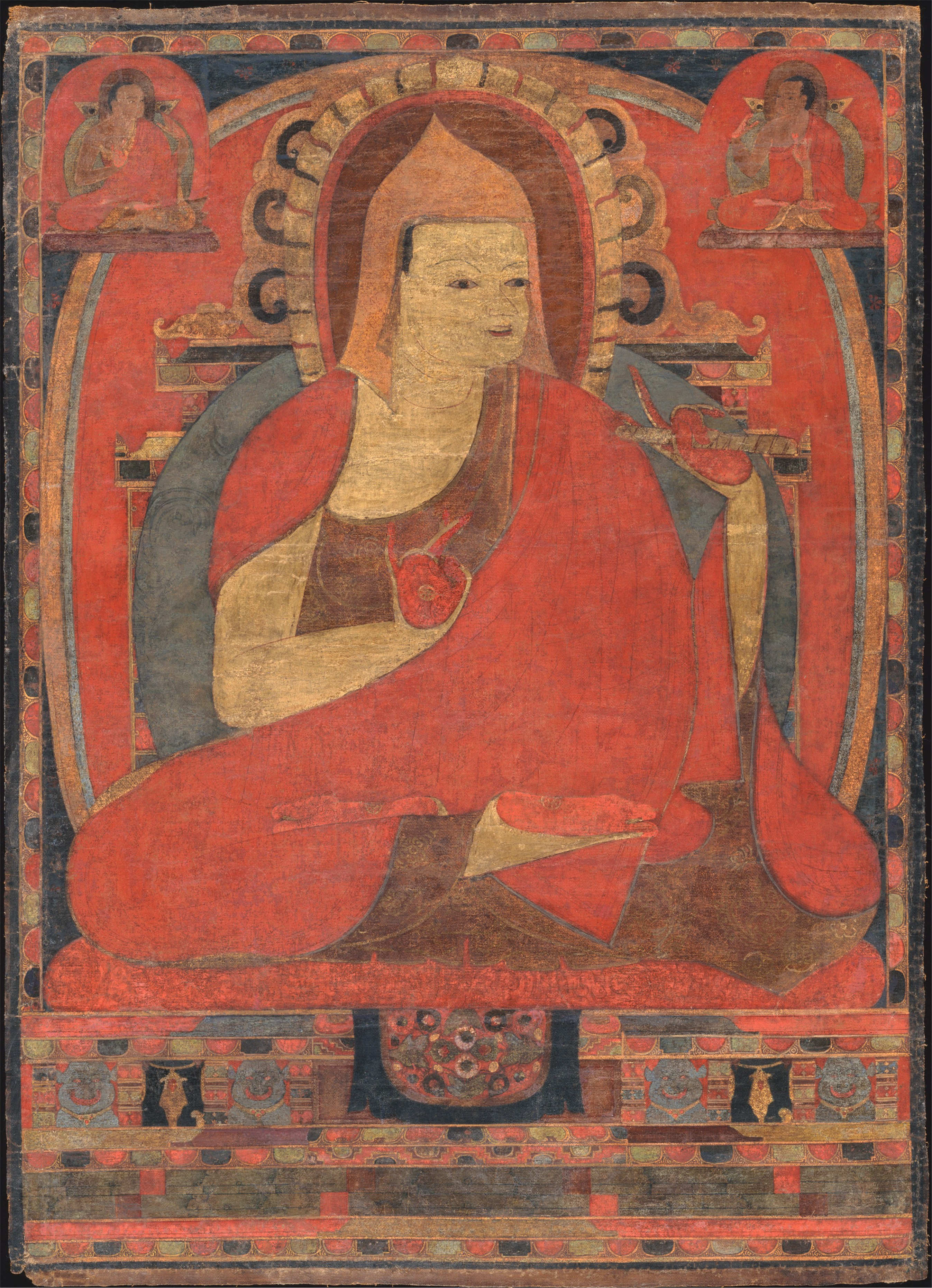
Le moine bouddhiste indien Atisha

Le Lamrim ou Lam Rim (tibétain : lam-rim, « les étapes de la voie » ; sanskrit : mārga-krama) est un manuel de bouddhisme tibétain qui regroupe l'ensemble des étapes permettant d'accéder à l'Éveil tel que l'a enseigné le Bouddha. La première version remonte au moine bouddhiste indien Atisha (Dipamkara Shrîjñâna) (La lampe pour la voie de l'éveil, Bodhipathapradīpa, XIe siècle), la première en tibétain à Gampopa (Le précieux ornement de la libération, XIIe siècle), la plus élaborée à Tsongkhapa (Le Grand Livre de la progression vers l'éveil, Lam-rim chen-mo, 1402).
En décembre 2012, durant 13 jours, le dalaï-lama transmit la totalité du Lamrim à 30 000 personnes, dont 17 000 moines, à Mundgod, où le monastère de Drépung a été reconstruit. Le Lam-rim chen-mo est l’unique ouvrage qu’il emporta lors de son départ en exil de 1959,.